# Howard Jones (amerykański wokalista)

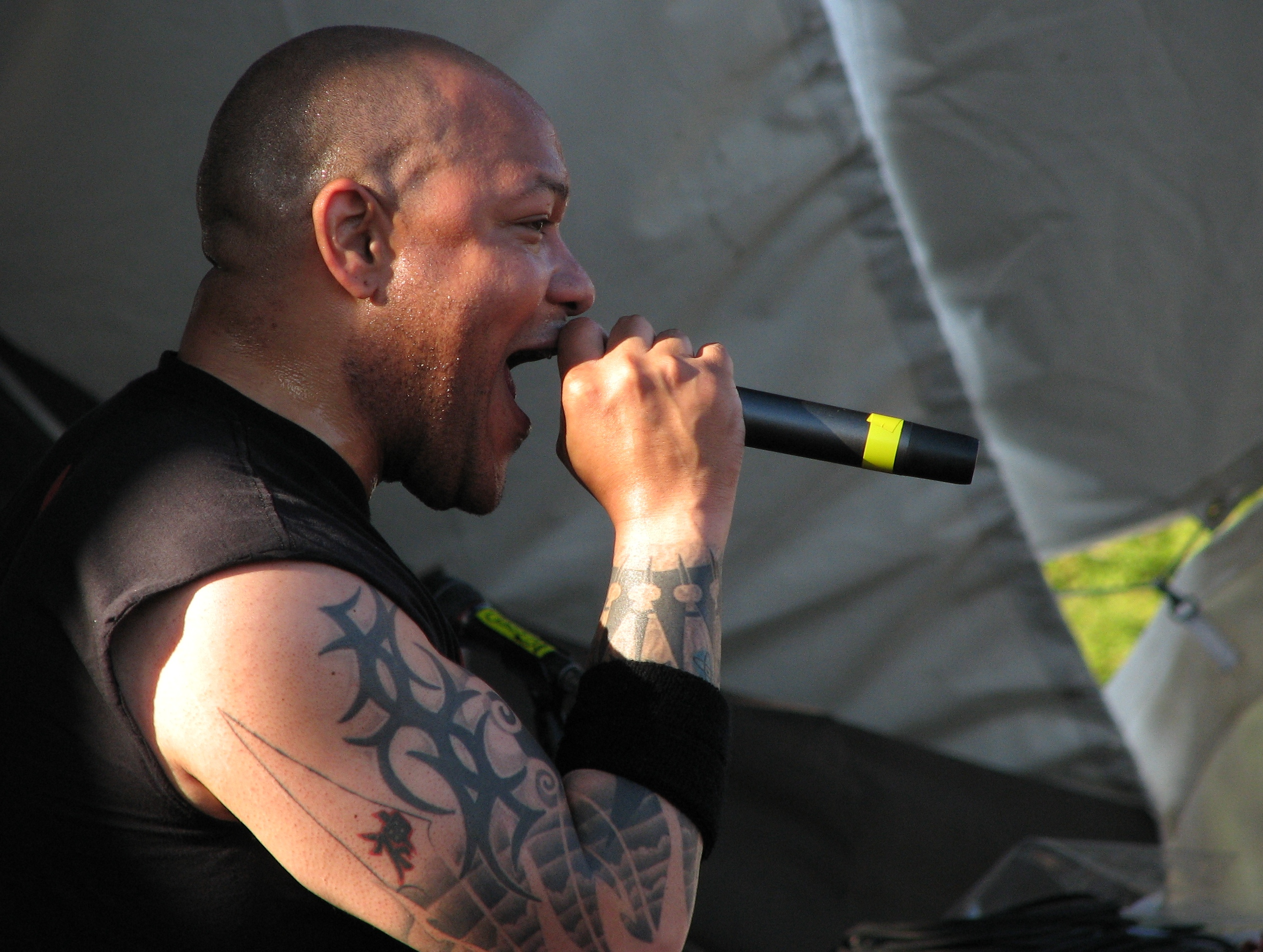
Howard Jones w 2007 roku w Vancouver

Howard Jones (ur. 20 lipca 1970) – amerykański wokalista.

## Życiorys
Jones mieszka w USA w stanie New England, skąd pochodzą oba jego zespoły. Swój pierwszy sukces odniósł w Connecticut ze swoim pierwszym zespołem Blood Has Been Shed.
Po wydaniu płyty The Novella of Uriel, zespół wyruszył w trasę, ale ostatecznie Jones dostał propozycję grania w bardziej znanym zespole. Zespół Killswitch Engage stracił swojego wokalistę Jessego Leacha i Howard zgłosił się na jego miejsce. Zastąpił go w lipcu 2002, niedługo po wydaniu płyty Alive or Just Breathing, debiutu dla wytwórni Roadrunner Records.
W międzyczasie, Blood Has Been Shed wydało swój trzeci album, Spirals w 2003. Recenzje krytyków były różne. Niektórzy twierdzili. że muzycy odeszli od brzmienia z I Dwell i The Novella of Uriel, podczas gdy fani uznali Spirals za najtrudniejszy dźwiękowo album zespołu.
Jonesa można było usłyszeć po raz pierwszy na powtórnym nagraniu piosenki „Fixation on the Darkness” z albumu Alive or Just Breathing. Następną piosenką Killswitch Engage z Jonesem była piosenka „When Darkness Falls”, która pojawiła się na soundtracku do filmu Freddy kontra Jason. W 2003 Killswitch Engage wydali pierwszy album z Jonesem jako wokalistą oraz z pekusistą Blood Has Been Shed, Justinem Foleyem. Z albumu The End of Heartache pochodzą dwa single, które odniosły spory sukces, „Rose of Sharyn” i nominowany do nagrody Grammy, „The End of Heartache”.
Pomimo roli wokalisty Killswitch Engage, Jones pozostawał członkiem Blood Has Been Shed.
Oprócz śpiewania, Jones podjął się także roli managera wschodzących artystów – Bury Your Dead, Twelve Tribes, Mikoto. Jest także producentem Zeuss.
9 lutego 2010 roku Killswitch Engage, za pośrednictwem swojej oficjalnej strony, wydał oświadczenie informujące o opuszczeniu grupy przez Jonesa podczas trwającej trasy koncertowej w USA. Jako jedyny powód tego faktu podano „nieprzewidziane okoliczności”. Tymczasowe zastępstwo na wakującym stanowisku podczas tejże trasy przejął wokalista All That Remains Phil Labonte. Jednocześnie pojawiły się informacje medialne, jakoby przyczyną odejścia Jonesa z zespołu był związek z aktorką porno, Allie Foster oraz fakt, iż spodziewa się ona dziecka, którego ojcem miałby być Howard Jones.
4 stycznia 2012 grupa poinformowała o odejściu Howarda Jonesa z Killswitch Engage, nie podając przy tym konkretnych przyczyn. Sam Jones jako jeden z głównych powodów podał wykrycie u niego cukrzycy typu B.
Od 2012 roku współtworzy formację Devil You Know.

## Dyskografia

### Blood Has Been Shed
- I Dwell on Thoughts of You (21 września 1999, Ferret Records)
- Novella of Uriel (20 lutego 2001, Ferret Records)
- Spirals (11 marca 2003, Ferret Records)

### Killswitch Engage
- The End of Heartache (11 maja 2004, Roadrunner Records)
- As Daylight Dies (21 listopada 2006, Roadrunner Records)
- Killswitch Engage (30 czerwca 2009, Roadrunner Records)

### Gościnne występy
- Roadrunner United – All-Star Sessions („The Dagger”)
- Every Time I Die – Last Night in Town („Punch-Drunk Punk Rock Romance”)
- 36 Crazyfists – Rest Inside the Flames („Elysium”)
- Demon Hunter – Summer of Darkness („Our Faces Fall Apart”)
- Throwdown – Vendetta („The World Behind”)
- Eighteen Visions – Vanity („One Hell of a Prize Fighter”)
- Chiodos – Bone Palace Ballet  („A letter to Janelle”)
- Ill Bill – The Hour of Reprisal („Babylon”)
- Within Temptation – Dangerous („Hydra")
- Jasta – Chasing Demons („The Lost Chapters")[6]
- Violent New Breed – Bury Me EP ("Bury Me")
- Killswitch Engage – Atonement ("The Signal Fire")